# Иван Личев
Иван Личев Бойков е български търговец и благодетел.

## Биография
Роден е през 1845 г. в Копривщица. Занимава се с търговия и често пътува до Цариград. Помага на Петко Славейков за издаването на вестник „Македония“. Дарява пари за делото на основания от Васил Левски революционен комитет в Копривщица.
След Освобождението се установява в Пловдив. Родната си къща в Копривщица дарява на Общината за безплатна трапезария на бедните ученици в града. Известна е като Личевото кафене, защото на първия ѝ етаж се намира кафенето на Иван Личев.
Дарява част от земите си в Пловдив и внася пари за построяване на църквата „Св. св. Кирил и Методий и св. Александър Невски“, която е тържествено осветена на 25 август 1884 г.
Умира през 1907 г. Погребан е в двора на църквата „Св. св. Кирил и Методий и св. Александър Невски“ в Пловдив.